# Libellus responsionum

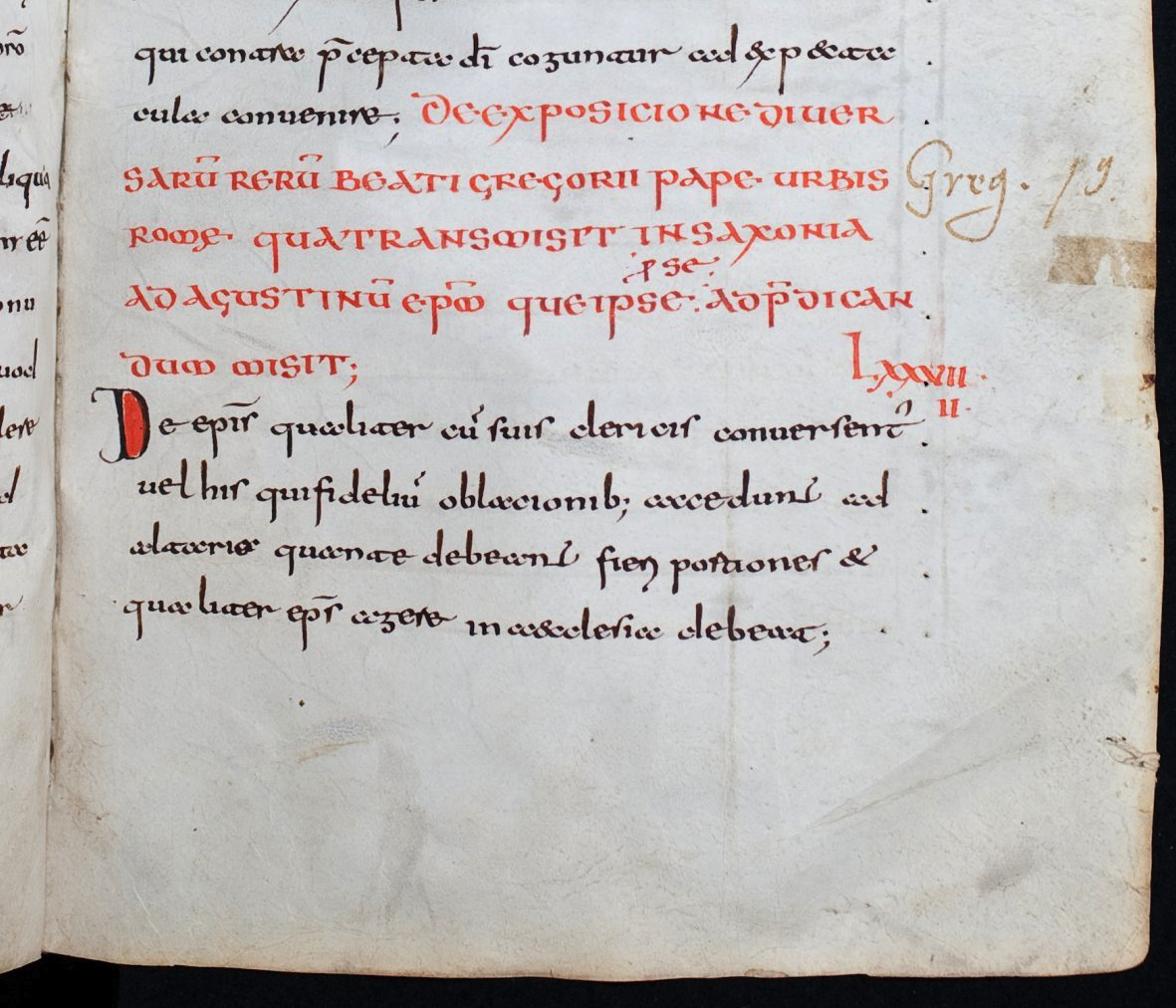
Le début du Libellus responsionum dans un manuscrit de droit canonique du VIIIe siècle.

Le Libellus responsionum (« petit livre des réponses » en latin) est une lettre, à l'authenticité discutée et en partie interpolée, que Grégoire le Grand aurait écrite à l'archevêque Augustin de Cantorbéry vers 601. Elle contient des réponses du pape à une série de questions concernant le droit canonique, ainsi que l'organisation de l'Église en Angleterre, où la mission grégorienne dirigée par Augustin est arrivée quatre ans plus tôt.
Le chroniqueur anglais Bède le Vénérable reprend le texte du Libellus dans son Histoire ecclésiastique du peuple anglais, achevée en 731, mais le contenu de la lettre pontificale s'est également transmis au moyen de recueils de droit canonique compilés en Italie, notamment en annexe du Collectiones canonum Dionysianae. 